# Vụ Khoa học Xã hội, Nhân văn và Tự nhiên (Việt Nam)
Vụ Khoa học Xã hội, Nhân văn và Tự nhiên là cơ quan trực thuộc Bộ Khoa học và Công nghệ, có chức năng tham mưu, giúp Bộ trưởng thực hiện quản lý nhà nước về hoạt động nghiên cứu khoa học, phát triển thực nghiệm trong lĩnh vực: khoa học xã hội, khoa học nhân văn, khoa học tự nhiên và các lĩnh vực khác được Bộ trưởng giao.
Chức năng, nhiệm vụ, quyền hạn và cơ cấu tổ chức của Vụ Khoa học Xã hội, Nhân văn và Tự nhiên được quy định tại Quyết định số 149/QĐ-BKHCN ngày 3 tháng 3 năm 2025 của Bộ trưởng Bộ Khoa học và Công nghệ.

## Lãnh đạo Vụ[2]
- Vụ trưởng: Trần Quốc Cường
- Phó Vụ trưởng:

1. Nguyễn Thị Thanh Hà
2. Lê Yên Dung[3]
3. Nguyễn Thành Trung[4]
4. Lê Quốc Hưng

## Danh sách các đầu mối kế hoạch khoa học và công nghệ do Vụ theo dõi, quản lý
Theo Danh sách các đầu mối kế hoạch ban hành kèm Quyết định 149/QĐ-BKHCN ngày 3 tháng 3 năm 2025 của Bộ trưởng Bộ Khoa học và Công nghệ, Vụ Khoa học Xã hội, Nhân văn và Tự nhiên theo dõi, quản lý các đầu mối:
- Viện Hàn lâm Khoa học và Công nghệ Việt Nam
- Viện Hàn lâm Khoa học xã hội Việt Nam
- Học viện Chính trị Quốc gia Hồ Chí Minh
- Văn phòng Trung ương Đảng (bao gồm các Cơ quan Đảng ở Trung ương)
- Văn phòng Quốc hội
- Văn phòng Chính phủ
- Bộ Ngoại giao
- Bộ Tư pháp
- Bộ Tài chính
- Bộ Nội vụ
- Bộ Giáo dục và Đào tạo
- Bộ Văn hóa, Thể thao và Du lịch
- Bộ Dân tộc và Tôn giáo
- Viện Kiểm sát nhân dân tối cao
- Tòa án nhân dân tối cao
- Kiểm toán Nhà nước
- Thanh tra Chính phủ
- Liên hiệp các Hội Khoa học và Kỹ thuật Việt Nam
- Mặt trận Tổ quốc Việt Nam
- Đoàn Thanh niên Cộng sản Hồ Chí Minh
- Hội Liên hiệp Phụ nữ Việt Nam